# Fokker C.I
Fokker C.I byl německý průzkumný dvouplošník vyvíjený koncem první světové války. Jednalo se v podstatě o zvětšený stíhací letoun Fokker D.VII, upravený na dvoumístný stroj a poháněný motorem BMW IIIa o výkonu 185 hp (135 kW). Typ byl původně vyvíjen pro potřeby německé Luftstreitkräfte, ale u ní již do služby nevstoupil. Anthony Fokkerovi se po skončení války podařilo části rozestavěných letounů propašovat z Německa.

## Vývoj
Prototyp, označený V.38, byl zkoušen ve Schwerinu, a okamžitě zařazen do sériové výroby. Po uzavření příměří v Compiègne další výroba a vývoj pokračovala v Nizozemsku.

## Použití
Fokker C.I nejprve vstoupil do služby v Nizozemsku, které v únoru 1919 objednalo 16 kusů. Sovětský svaz zakoupil 42 exemplářů.
Typ sloužil jako průzkumný a cvičný, a poslední C.I opustil službu až v roce 1936.

## Varianty
V.38
Prototyp.
C.I
Dvoumístný průzkumný letoun s motorem BMW IIIa o výkonu 185 hp (138 kW).
C.Ia
Vylepšená verze.
C.IW
Experimentální plováková varianta.
C.II
Třímístný dopravní letoun s motorem BMW IIIa.
C.III
Dvoumístný pokračovací cvičný letoun poháněný motorem Hispano-Suiza 8B o výkonu 220 hp (184 kW).

## Uživatelé
- Dánsko
  - Dánské letectvo
- Německá říše
  - Luftstreitkräfte
- Nizozemsko
  - Nizozemské armádní letectvo
  - Nizozemské námořní letectvo
- Sovětský svaz
  - Sovětské letectvo
- Spojené státy americké

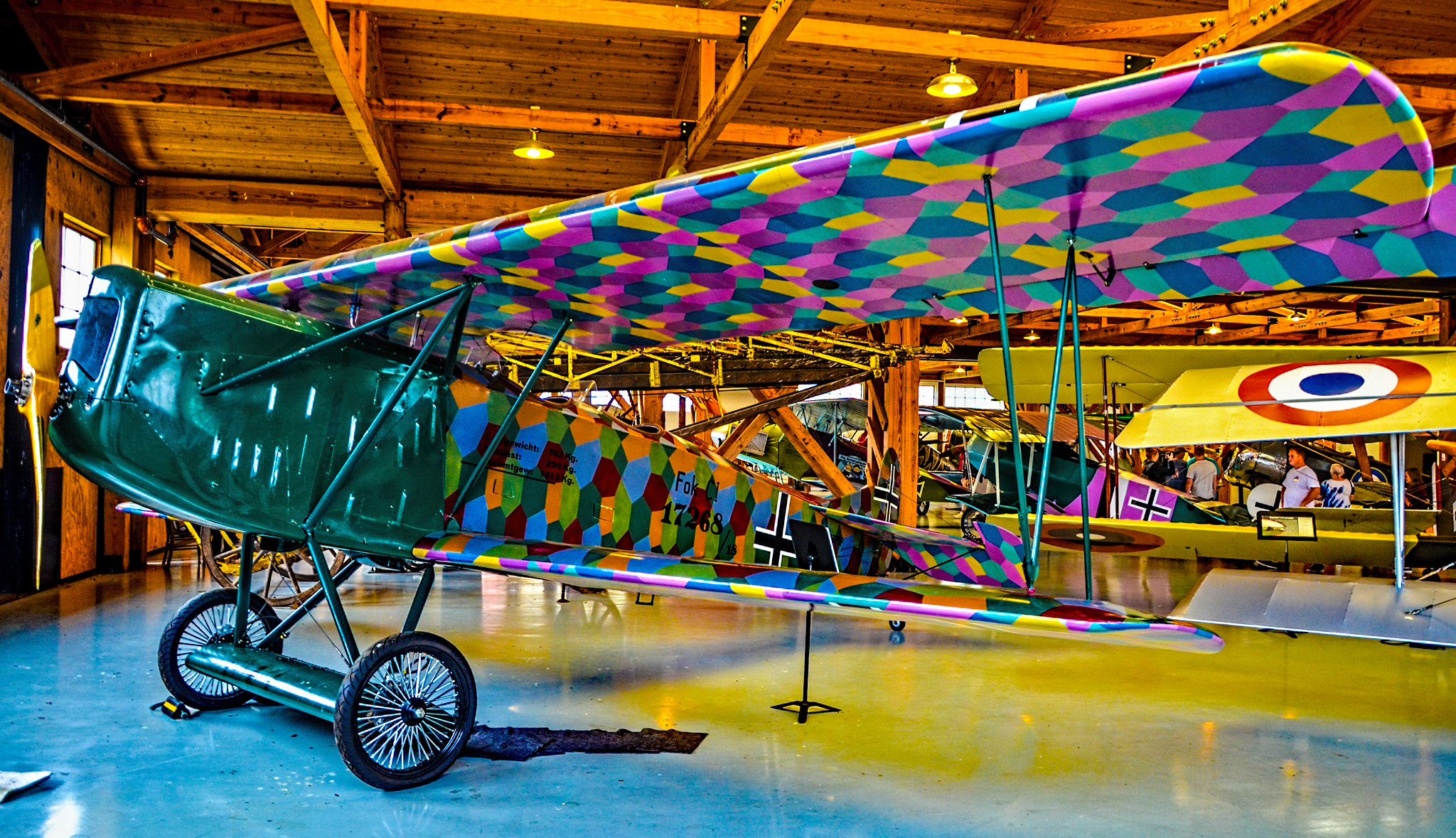
Fokker C.I

  - Námořnictvo Spojených států amerických - v roce 1921 zakoupilo 2 kusy.

## Specifikace

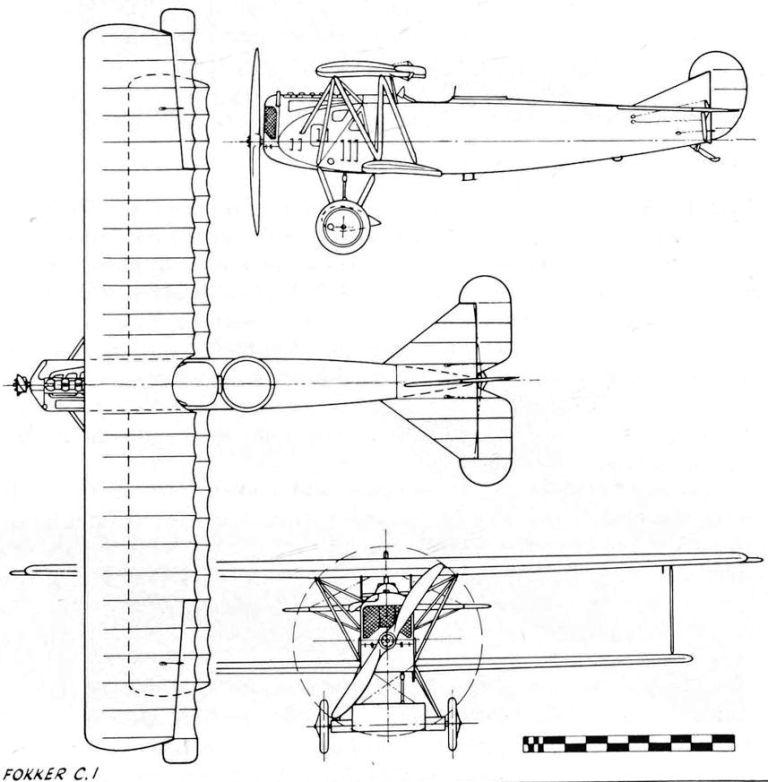
Fokker C.I

### Technické údaje
- Posádka: 2 (pilot a pozorovatel/střelec)
- Délka: 7,23 m
- Rozpětí křídel: 10,5 m
- Výška: 2,87 m
- Nosná plocha: 26,3 m²
- Prázdná hmotnost: 855 kg
- Maximální vzletová hmotnost: 1 255 kg
- Pohonná jednotka: 1 × kapalinou chlazený šestiválcový řadový motor BMW IIIa
- Výkon pohonné jednotky: 135 kW (185 hp)

### Výkony
- Maximální rychlost: 175 km/h
- Dolet: 320 km
- Dostup: 4 000 m

### Výzbroj
- 1 × synchronizovaný kulomet
- 1 × pohyblivý kulomet
- až 50 kg podvěsné výzbroje